# Periclina daldama
Periclina daldama är en fjärilsart som beskrevs av William Schaus 1901. Periclina daldama ingår i släktet Periclina och familjen mätare. Inga underarter finns listade i Catalogue of Life.